# Elephantulus fuscipes
Elephantulus fuscipes е вид слонска земеровка.

## Разпространение и местообитания
Видът е разпространен в централната част на Африка на територията на североизточния ъгъл на ДР Конго, Уганда и най-южните райони на Южен Судан. Представителите обитават тропически и субтропически тревни съобщества.